# Críspulo Moro Cabeza
Críspulo Moro Cabeza (Madrid, 1878-Madrid, 8 de marzo de 1935) fue un arquitecto español de estilo modernista. También trabajó como escritor y periodista, llegando a ser director y copropietario del periódico El Diario Español. Representante de la escuela modernista de las dos primeras décadas del siglo XX, en Madrid proyectó y construyó el Salón Doré, hoy sede de la Filmoteca Nacional.

## Biografía
Nació en Madrid en el año 1878, siendo el único hijo de Críspulo Moro Ibáñez.

Realizó los estudios de arquitectura en la Escuela Superior de Arquitectura de Madrid, teniendo como compañeros a otros arquitectos como el también modernista Rodolfo Ucha. Completó sus estudios en el año 1906.

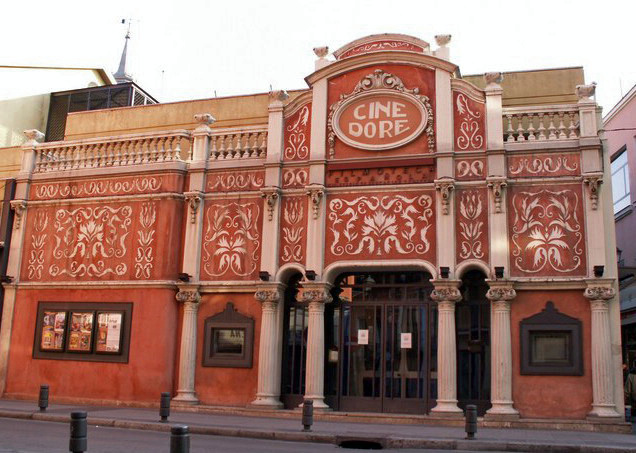
Cine Dore, en Madrid. Actual sede de la Filmoteca Española

Críspulo Moro se casó muy joven con Ángeles Buesga Box y tuvo dos hijas con ella, María y Andrea, quedando viudo el 20 de octubre de 1921. En mayo de 1923 se casó con Enriqueta Álvarez de Lara, a la que conoció durante varios trabajos que realizó en aquellas fechas en Alcázar de San Juan, y tuvo una hija con ella en 1924 (Enriqueta), volviendo a enviudar el 7 de agosto de 1926. Críspulo se casó una tercera vez, con Genoveva García de Tejada. El arquitecto falleció en Madrid el 8 de marzo de 1935, a la edad de cincuenta y siete años.

## Obra arquitectónica

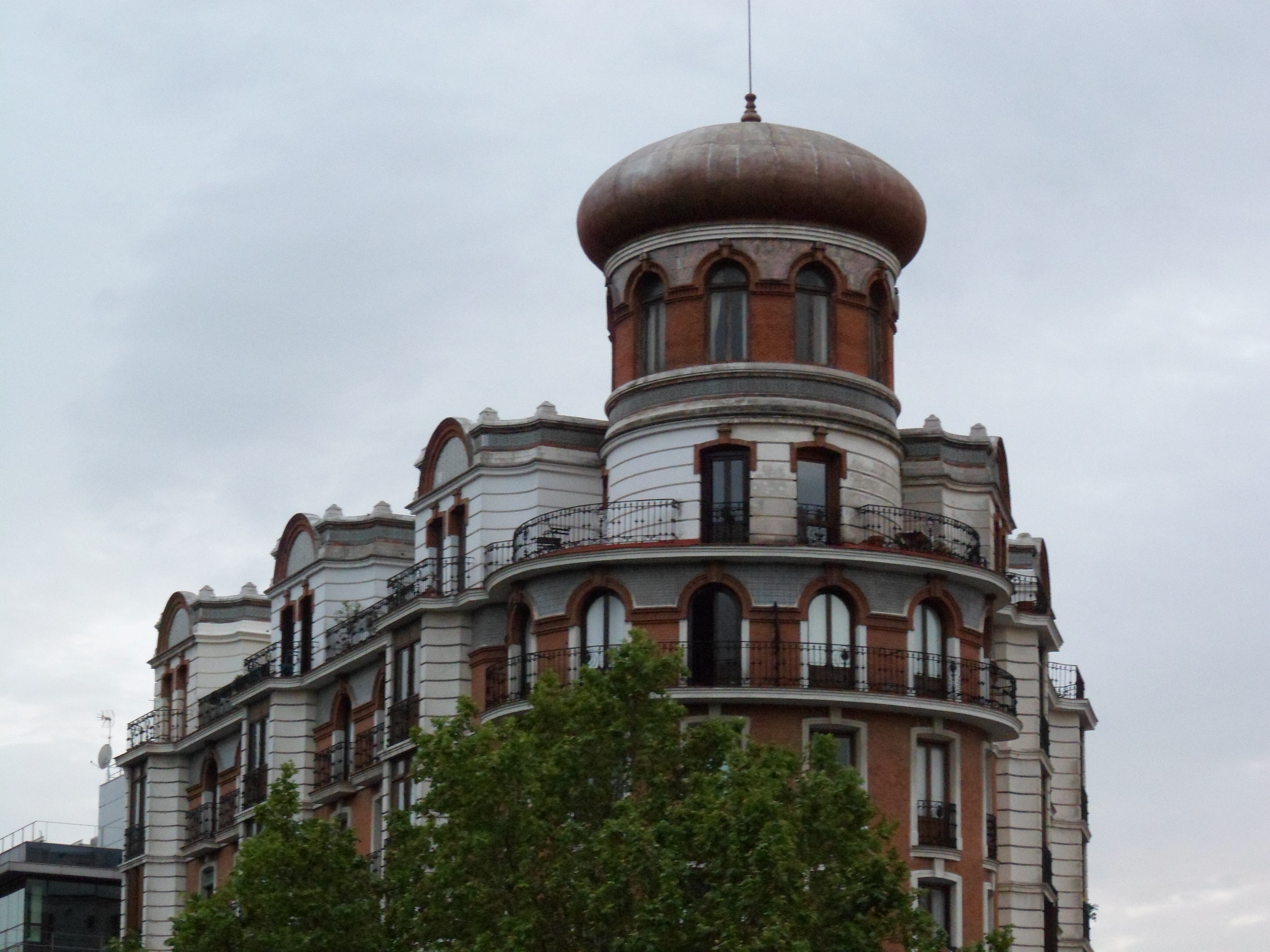
Edificio Críspulo Moro, en Madrid.

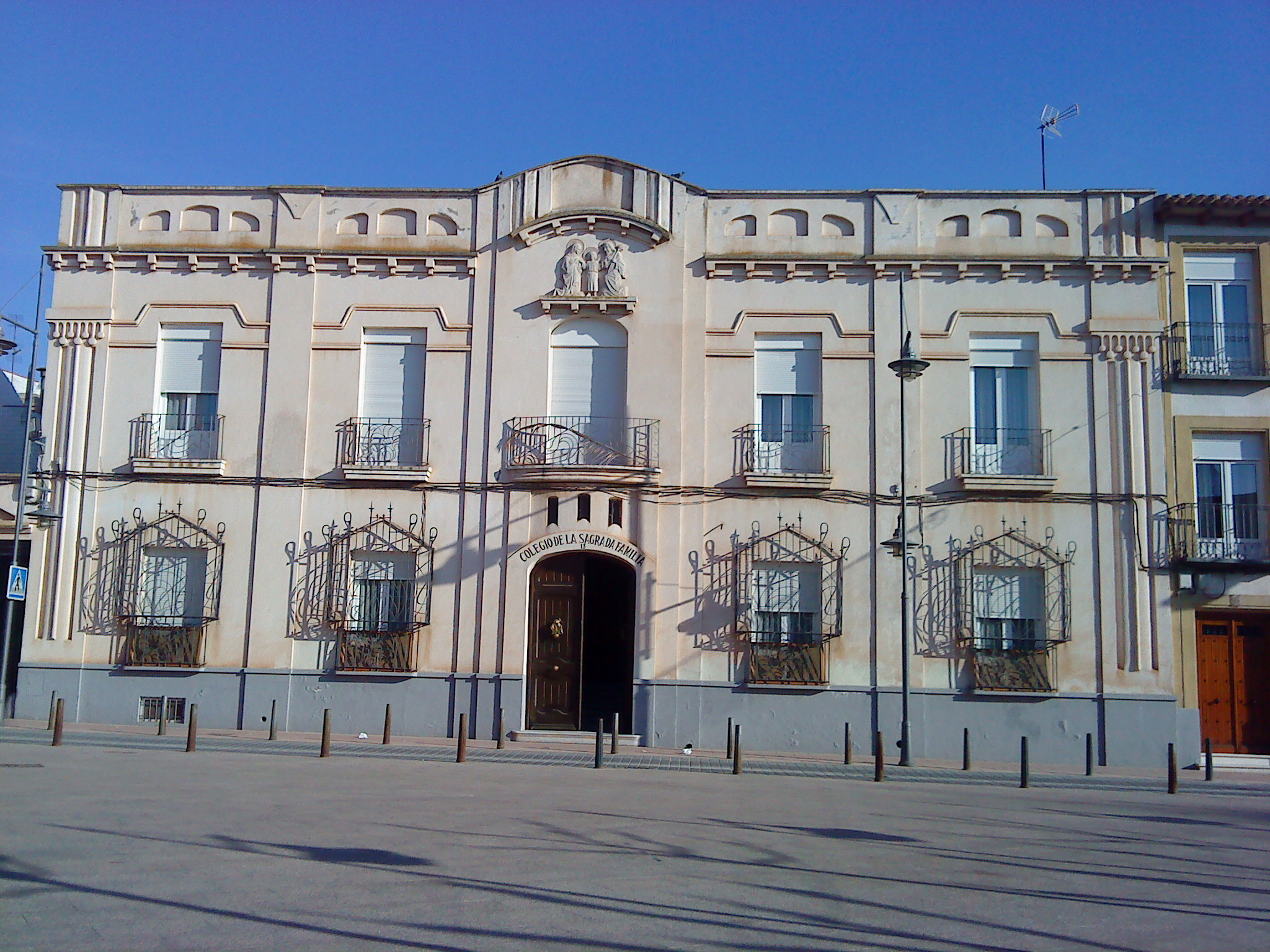
Casa de Don Oliverio Martínez Mier, en Alcázar de San Juan.

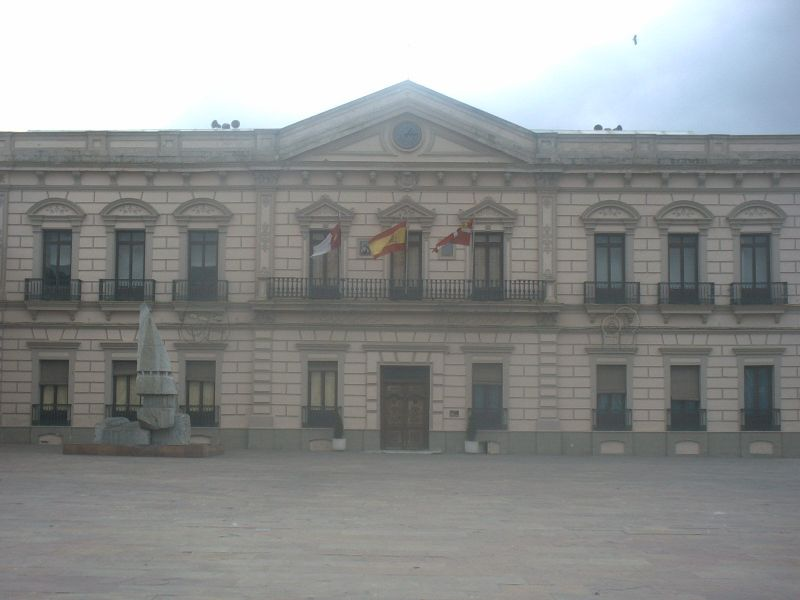
Ayuntamiento de Alcázar de San Juan, diseñado originalmente como casino de la ciudad.

Moro realizó obras arquitectónicas de diversa índole, pero se especializó en el diseño de espectaculares casas-palacio con sugerentes fachadas de estilo modernista para empresarios y aristócratas. Entre las obras de este tipo están las siguientes:
- Su obra más conocida es el Cine Doré, situado en la calle Santa Isabel de Madrid. Desde 1989 es la sede de la Filmoteca Española. El proyecto, del año 1922, consistió en un encargo del industrial Arturo Carballo Alemany para reformar un local dedicado a diversas actividades sociales (bailes, espectáculos) y convertirlo en una sala de proyección, siendo la primera instalación fija de la capital. El estilo modernista con influencias neobarrocas francesas que se adoptó para el Doré, era el habitual en los cinematógrafos de principios de siglo y era coherente con la arquitectura que se estaba realizando entonces en Madrid.[8] Frecuentemente es referido como uno de los edificios más bellos de Madrid por su fachada ornamentada y rematada con una balaustrada, y su decoración con columnas con un capitel estilo jónico a pie de calle. En el interior, cabe destacar el vestíbulo con luz cenital y la escalera imperial para acceder al nivel superior de la sala de proyección.
- El edificio Críspulo Moro, situado en la esquina entre las calles Alfonso XII y Doctor Velasco, junto a los Jardines del Retiro de Madrid. Es un edificio de viviendas con una fachada curvada y un torreón con 8 ventanas rematado por una cúpula bulbosa, que le confiere un extravagante aspecto similar a un palacio oriental. Durante un tiempo el torreón albergó el estudio del pintor Agustín Hernández. La cúpula colapsó la madrugada del 23 de mayo de 2020[9][10][11]
- El Palacete del duque de Moctezuma (proyecto de 1915-1916), situado en el Paseo de Rosales de Madrid y realizado por encargo de Luis María Moctezuma-Marcilla de Teruel y Liñán. En este proyecto empleó una mezcla de elementos rasgos modernistas (adornos de rejas y vanos) con un curioso mirador curvo configurado mediante una sucesión de arquillos moriscos. Desgraciadamente el edificio ya no se conserva, aunque es posible consultar el proyecto original.[12]
- Casa-palacio del notario e industrial Oliverio Martínez Mier, situado en la plaza Santa Quiteria de Alcázar de San Juan. Actualmente la vivienda forma parte del Colegio Sagrada Familia, y ha sufrido reformas que le han hecho perder los balcones y miradores modernistas originales. El diseño original de la fachada puede consultarse en
- El actual ayuntamiento de Alcázar de San Juan, situado en la plaza de España de la ciudad. Críspulo Moro fue contratado para realizar un plan de reforma y modernización de las plazas del centro del pueblo. En dicho plan, se propuso la construcción de varias casas modernistas que todavía hoy se conservan en la ciudad. El proyecto también incluyó derribar el antiguo edificio del ayuntamiento, situado en el centro de la plaza de España, y acometer la reforma del casino principal para convertirlo en el nuevo ayuntamiento a partir de 1928. También se le encargó diseñar una plaza de toros para la ciudad.[13]
- Otras obras de Críspulo Moro son: "El panteón de la familia Ramonet" (1908), en el cementerio de la Almudena de Madrid; "Viviendas para Soledad Juárez" (1910), en la calle Regueros 10 de Madrid; "Viviendas para Bernardo de Pablo" (1912), ya demolido; las viviendas en la calle Monteleón 44 de Madrid.;[14] o el "Noviciado de las Damas Apostólicas del Sagrado Corazón de Jesús" (1929), en el paseo de La Habana 198 de Madrid.[15][16]

## Escritor y periodista
Críspulo Moro Cabezas es oficialmente el autor del Diccionario cómico-taurino: escrito para los diestros que lo necesiten (que son muchos) (s.a.), una obra de marcado estilo sarcástico publicada en 1883 originalmente con bajo el pseudónimo de "Paco Media-Luna". Esta obra es una sátira del "Gran diccionario tauromáquico" escrito por José Sánchez de Neira en 1879. Sin embargo, parece poco probable que Moro fuera el autor real del libro dada la corta edad que tenía en la fecha de su publicación.
A principios del siglo XX, Críspulo Moro y otros autores publicaron un libro infantil titulado "Pintipolin". Posteriormente, Críspulo publicó en solitario una serie de libros titulados "Pintipolin(su infancia)", "Pintipolin(su juventud)" y "Pintipolin(su vejez)".
Críspulo Moro tuvo frecuentes apariciones en periódicos de la época, bien a través de artículos de opinión, bien por el seguimiento de su vida en la sección "Ecos de Sociedad", o como parte de su trabajos de divulgación en la asociación "Centro de Hijos de Madrid", de la cual llegó a ser presidente.